# Ferdinando II de' Medici
Ferdinando II de 'Medici (14 tháng 7 năm 1610 – 23 tháng 5 năm 1670) là Đại công tước xứ Toscana từ năm 1621 đến 1670. Ông là con trai cả của Đại công tước xứ Toscana Cosimo II de' Medici và Maria Maddalena của Áo. Sự cai trị 49 năm của ông đã bị chấm dứt bởi sự khởi đầu của sự suy giảm kinh tế lâu dài của xứ Toscana. Ông kết hôn với Vittoria della Rovere, em họ của ông, người mà ông có hai đứa con đã đến tuổi trưởng thành: Cosimo III de' Medici, người kế vị cuối cùng của ông, và Francesco Maria de' Medici, Công tước xứ Rovere và Montefeltro, một Hồng y.